# НХЛ у сезоні 1962—1963
НХЛ у сезоні 1962/1963 — 46-й регулярний чемпіонат НХЛ. Сезон стартував 10 жовтня 1962. Закінчився фінальним матчем Кубка Стенлі 18 квітня 1963 між Торонто Мейпл-Ліфс та Детройт Ред-Вінгс перемогою «Мейпл-Ліфс» 3:1 в матчі та 4:1 в серії. Це одинадцята перемога в Кубку Стенлі Торонто.

## Матч усіх зірок НХЛ
16-й матч усіх зірок НХЛ пройшов 6 жовтня 1962 року в Торонто: Торонто Мейпл-Ліфс — Усі Зірки 4:1 (4:1, 0:0, 0:0).

## Підсумкова турнірна таблиця
| # | Команда            | І  | В  | П  | Н  | ШЗ  | ШП  | Очки |
| - | ------------------ | -- | -- | -- | -- | --- | --- | ---- |
| 1 | Торонто Мейпл-Ліфс | 70 | 35 | 23 | 12 | 221 | 180 | 82   |
| 2 | Чикаго Блек Гокс   | 70 | 32 | 21 | 17 | 194 | 178 | 81   |
| 3 | Монреаль Канадієнс | 70 | 28 | 19 | 23 | 225 | 183 | 79   |
| 4 | Детройт Ред-Вінгс  | 70 | 32 | 25 | 13 | 200 | 194 | 77   |
| 5 | Нью-Йорк Рейнджерс | 70 | 22 | 36 | 12 | 211 | 233 | 56   |
| 6 | Бостон Брюїнс      | 70 | 14 | 39 | 17 | 198 | 281 | 45   |

## Найкращі бомбардири
| Гравець        | Команда            | І  | Г  | П  | О  | ШХ  |
| -------------- | ------------------ | -- | -- | -- | -- | --- |
| Горді Хоу      | Детройт Ред-Вінгс  | 70 | 38 | 48 | 86 | 100 |
| Енді Бетгейт   | Нью-Йорк Рейнджерс | 70 | 35 | 46 | 81 | 54  |
| Стен Микита    | Чикаго Блек Гокс   | 65 | 31 | 45 | 76 | 69  |
| Френк Маховлич | Торонто Мейпл-Ліфс | 67 | 36 | 37 | 73 | 56  |
| Анрі Рішар     | Монреаль Канадієнс | 67 | 23 | 50 | 73 | 57  |

## Плей-оф

### Півфінали
| - 26 березня. Монреаль - Торонто 1:3 - 28 березня. Монреаль - Торонто 2:3 - 30 березня. Торонто - Монреаль 2:0 - 2 квітня. Торонто - Монреаль 1:3 - 4 квітня. Монреаль - Торонто 0:5 Серія: Монреаль - Торонто 1-4 | - 26 березня. Детройт - Чикаго 4:5 - 29 березня. Детройт - Чикаго 2:5 - 31 березня. Чикаго - Детройт 2:4 - 2 квітня. Чикаго - Детройт 1:4 - 4 квітня. Детройт - Чикаго 4:2 - 7 квітня. Чикаго - Детройт 4:7 Серія: Чикаго - Детройт 2-4 |

### Фінал
- 9 квітня. Детройт - Торонто 2:4
- 11 квітня. Детройт - Торонто 2:4
- 14 квітня. Торонто - Детройт 2:3
- 16 квітня. Торонто - Детройт 4:2
- 18 квітня. Детройт - Торонто 1:3

Серія: Торонто - Детройт 4-1

## Призи та нагороди сезону
| Нагороди                 | Гравець     | Команда            |
| ------------------------ | ----------- | ------------------ |
| Пам'ятний трофей Колдера | Кент Даглас | Торонто Мейпл-Ліфс |
| Трофей Арта Росса        | Горді Хоу   | Детройт Ред-Вінгс  |
| Пам'ятний трофей Гарта   | Горді Хоу   | Детройт Ред-Вінгс  |
| Приз Джеймса Норріса     | П'єр Пільот | Чикаго Блек Гокс   |
| Приз Леді Бінг           | Дейв Кеон   | Торонто Мейпл-Ліфс |
| Трофей Везини            | Глен Голл   | Чикаго Блек Гокс   |

| Нагорода               | Клуб               |
| ---------------------- | ------------------ |
| Приз принца Уельського | Торонто Мейпл-Ліфс |
| Кубок Стенлі           | Торонто Мейпл-Ліфс |

## Команда всіх зірок
| Перша команда                      | Позиція              | Друга команда                    |
| ---------------------------------- | -------------------- | -------------------------------- |
| Глен Голл, Чикаго Блек Гокс        | Воротар              | Террі Савчук, Детройт Ред-Вінгс  |
| П'єр Пільот, Чикаго Блек Гокс      | Захисник             | Тім Гортон, Торонто Мейпл-Ліфс   |
| Карл Брюер, Торонто Мейпл-Ліфс     | Захисник             | Ельмер Васко, Чикаго Блек Гокс   |
| Стен Микита, Чикаго Блек Гокс      | Центральний нападник | Анрі Рішар, Монреаль Канадієнс   |
| Горді Хоу, Детройт Ред-Вінгс       | Правий нападник      | Енді Бетгейт, Нью-Йорк Рейнджерс |
| Френк Маховлич, Торонто Мейпл-Ліфс | Лівий нападник       | Боббі Галл, Чикаго Блек Гокс     |